# Ernst Sachs
Ernst Sachs (ur. 22 listopada 1867 w Konstancji, zm. 2 lipca 1932 w Schweinfurcie) – niemiecki przedsiębiorca, wynalazca hamulca rowerowego typu torpedo.
W roku 1903 wprowadził na rynek piastę wolnobiegową pod nazwą Torpedo. Nazwa ta szybko się przyjęła i zaistniała w nazewnictwie rowerowym na stałe. Do czasów obecnych mechanizm torpeda nie zmienił się zbytnio.
W 1895 r. razem ze wspólnikiem, Karlem Fichtelem, założył spółkę Schweinfurter Präcisions-Kugellagerwerke Fichtel & Sachs, z której wykształcił się koncern Fichtel & Sachs AG w Schweinfurcie. Po pewnym czasie przedsiębiorstwo to zaczęło się specjalizować w produkcji komponentów samochodowych. Dział produkcji piast i komponentów rowerowych został w 1997 wykupiony przez amerykański koncern SRAM.